# Набережная в Севилье
«Набережная в Севилье» (исп. El Arenal de Sevilla) — комедия испанского драматурга Лопе де Веги, относящаяся к раннему периоду его творчества. Упоминается в перечне пьес Лопе, который стал приложением к первому изданию романа «Странник в своём отечестве» (1604). Учитывая, что действие пьесы происходит во время подготовки к походу в Африку, один из исследователей датирует её написание 1603 годом. «Набережная в Севилье» была впервые опубликована в XI части собрания комедий Лопе, изданной в Мадриде и Барселоне в 1618 году.
Действие пьесы происходит в Севилье: на фоне повседневной жизни большого портового города разворачивается история любви. «Набережную» относят к «комедиям быта», которых у Лопе де Вега немного.